# Műkorcsolya a 2018. évi téli olimpiai játékokon
A 2018. évi téli olimpiai játékokon a műkorcsolya versenyszámait az Kangnung (Gangneung)i jégcsarnokban rendezték február 9. és 23. között. A gálára február 25-én került sor.
Összesen öt versenyszámot rendeztek ebben a sportágban.

## Naptár
Az időpontok helyi idő szerint (UTC+9) és magyar idő szerint (UTC+1) is olvashatóak. A döntők kiemelt háttérrel vannak jelölve.
| Dátum       | Helyi idő | Magyar idő | Versenyszám                           |
| ----------- | --------- | ---------- | ------------------------------------- |
| február 9.  | 10:00     | 2:00       | csapatverseny, páros rövid program    |
| február 9.  | 10:00     | 2:00       | csapatverseny, férfi rövid program    |
| február 11. | 10:00     | 2:00       | csapatverseny, jégtánc rövid program  |
| február 11. | 10:00     | 2:00       | csapatverseny, női rövid program      |
| február 11. | 10:00     | 2:00       | csapatverseny, páros szabad program   |
| február 12. | 10:00     | 2:00       | csapatverseny, férfi szabad program   |
| február 12. | 10:00     | 2:00       | csapatverseny, jégtánc szabad program |
| február 12. | 10:00     | 2:00       | csapatverseny, női szabad program     |
| február 14. | 10:00     | 2:00       | páros rövid program                   |
| február 15. | 10:00     | 2:00       | páros szabad program                  |
| február 16. | 10:00     | 2:00       | férfi rövid program                   |
| február 17. | 10:00     | 2:00       | férfi szabad program                  |
| február 19. | 10:00     | 2:00       | jégtánc rövid program                 |
| február 20. | 10:30     | 2:30       | jégtánc szabad program                |
| február 21. | 10:00     | 2:00       | női rövid program                     |
| február 23. | 10:00     | 2:00       | női szabad program                    |
| február 25. | 9:30      | 1:30       | gála                                  |

## Éremtáblázat
(A rendező nemzet csapata eltérő háttérszínnel, az egyes számoszlopok legmagasabb értéke, vagy értékei vastagítással kiemelve.)
| A 2018. évi téli olimpiai játékok éremtáblázata műkorcsolyában | A 2018. évi téli olimpiai játékok éremtáblázata műkorcsolyában | A 2018. évi téli olimpiai játékok éremtáblázata műkorcsolyában | A 2018. évi téli olimpiai játékok éremtáblázata műkorcsolyában | A 2018. évi téli olimpiai játékok éremtáblázata műkorcsolyában | Olimpia  |
| -------------------------------------------------------------- | -------------------------------------------------------------- | -------------------------------------------------------------- | -------------------------------------------------------------- | -------------------------------------------------------------- | -------- |
|                                                                | Ország                                                         | Arany                                                          | Ezüst                                                          | Bronz                                                          | Összesen |
| 1.                                                             | Kanada (CAN)                                                   | 2                                                              | 0                                                              | 2                                                              | 4        |
| 2.                                                             | Olimpikonok Oroszországból (OAR)                               | 1                                                              | 2                                                              | 0                                                              | 3        |
| 3.                                                             | Japán (JPN)                                                    | 1                                                              | 1                                                              | 0                                                              | 2        |
| 4.                                                             | Németország (GER)                                              | 1                                                              | 0                                                              | 0                                                              | 1        |
|                                                                |                                                                |                                                                |                                                                |                                                                |          |
| 5.                                                             | Franciaország (FRA)                                            | 0                                                              | 1                                                              | 0                                                              | 1        |
| 5.                                                             | Kína (CHN)                                                     | 0                                                              | 1                                                              | 0                                                              | 1        |
|                                                                |                                                                |                                                                |                                                                |                                                                |          |
| 7.                                                             | Egyesült Államok (USA)                                         | 0                                                              | 0                                                              | 2                                                              | 2        |
| 8.                                                             | Spanyolország (ESP)                                            | 0                                                              | 0                                                              | 1                                                              | 1        |
|                                                                |                                                                |                                                                |                                                                |                                                                |          |
| Összesen                                                       | Összesen                                                       | 5                                                              | 5                                                              | 5                                                              | 15       |

## Érmesek
| A 2018. évi téli olimpiai játékok érmesei műkorcsolyában | |        | |        | |        |
| Versenyszám                                              | Arany | Arany  | Ezüst | Ezüst  | Bronz | Bronz  |
| Férfi                                                    | Hanjú Juzuru · Japán (JPN)                                                                                                  | 317,85 | Uno Sóma · Japán (JPN) | 306,90 | Javier Fernández · Spanyolország (ESP) | 305,24 |
| Női                                                      | Alina Zagitova · Olimpikonok Oroszországból (OAR)                                                                           | 239,57 | Jevgenyija Medvegyeva · Olimpikonok Oroszországból (OAR) | 238,26 | Kaetlyn Osmond · Kanada (CAN) | 231,02 |
| Páros                                                    | Németország (GER) · Aljona Savchenko · Bruno Massot                                                                         | 235,90 | Kína (CHN) · Szuj Ven-csing (Sui Wenjing) · Han Cung (Han Cong) | 235,47 | Kanada (CAN) · Meagan Duhamel · Eric Radford | 230,15 |
| Jégtánc                                                  | Kanada (CAN) · Tessa Virtue · Scott Moir                                                                                    | 206,07 | Franciaország (FRA) · Gabriella Papadakis · Guillaume Cizeron | 205,28 | Egyesült Államok (USA) · Maia Shibutani · Alex Shibutani | 192,59 |
| Csapatverseny                                            | Kanada (CAN) · Patrick Chan · Kaetlyn Osmond · Gabrielle Daleman · Megan Duhamel / Eric Radford · Tessa Virtue / Scott Moir | 73     | Olimpikonok Oroszországból (OAR) · Mihail Koljada · Jevgenyija Medvegyeva · Alina Zagitova · Jevgenyija Taraszova / Vlagyimir Morozov · Natalja Zabijako / Alekszandr Enbert · Jekatyerina Bobrova / Dmitrij Szolovjov | 66     | Egyesült Államok (USA) · Nathan Chen · Adam Rippon · Bradie Tennell · Mirai Nagasu · Alexa Scimeca Knierim / Chris Knierim · Maia Shibutani / Alex Shibutani | 62     |